# Dubidze
Dubidze is een plaats in het Poolse district  Pajęczański, woiwodschap Łódź. De plaats maakt deel uit van de gemeente Nowa Brzeźnica en telt 712 inwoners.

## Verkeer en vervoer
- Station Dubidze